# Soil Moisture and Ocean Salinity
Soil Moisture and Ocean Salinity (SMOS) is een satelliet van de ESA waarmee onderzoek wordt gedaan naar de Aardse waterkringloop door de vochtigheidsgraad van de bodem en de saliniteit te meten. SMOS is de tweede gelanceerde Earth Explorer. Dit ruimteprogramma maakt deel uit van het Living Planet Programme.
SMOS is de eerste hydrologische satelliet, wat wil zeggen dat er nooit eerder een satelliet is gelanceerd welke onderzoek verricht naar de waterkringloop op onze planeet. Dat gebeurt door de natuurlijke emissie van zwakke radiogolven van de bovenste lagen van de bodem en het zeewater te meten. Het hiervoor gebruikte instrument heet MIRAS, wat staat voor Microwave Imaging Radiometer using Aperture Synthesis.
Daar saliniteit en bodemvochtigheid belangrijke indicators zijn voor het regionale weerbeeld, zullen de onderzoeksresultaten gebruikt kunnen worden bij het verbeteren van voorspellingen van het weer en klimaatgerelateerde natuurrampen. Onder andere de TU Delft zal de door de satelliet verzonden gegevens kalibreren met temperatuurgegevens die verkregen zijn op de grond.

## Prijsuitreiking
De drijvende krachten achter de SMOS missie kregen op 22 augustus 2011 het prestigieuze certificaat van de Geoscience and Remote Sensing Society voor de ontwikkeling van de eerste apertuursynthese in de ruimte en voor het succes van de missie.
De Geoscience and Remote Sensing Society reikt deze erkenning slechts om de twee à drie jaar uit en dan alleen maar als het comité oordeelt dat het project een bijzondere inhoud heeft.
Deze zeer begeerde erkenning werd uitgereikt aan Yann Kerr van het Franse Centre National d'Etudes Spatiales de la Biosphère, aan Jordi Font het het Spaans Instituut voor oceanografie en aan Manuel Martin-Neira van de ESA.
Na tien jaren onderzoek kwam het drietal met een systeem dat negenenzestig kleine antennes bevat die de straling van het aardoppervlak rond de 1,4 GHz (L-band) opvangen. Samen vormen deze antennes één grote antenne (interferometrie) waarmee een zeer grote nauwkeurigheid kan bekomen worden. Zo zal een druppel water in een handvol zand kunnen gedetecteerd worden. Of 0,1 g zout in één liter water.